# DDOD-Syndrom
Das DDOD-Syndrom ist eine sehr seltene angeborene Erkrankung mit den Hauptmerkmalen Schwerhörigkeit ab Geburt, Anomalien der Zähne und Nageldystrophie.
Das Syndrom kann als Sonderform der ektodermalen Dysplasie angesehen werden.
Synonyme sind: Robinson-Miller-Bensimon-Syndrom; Robinson-Syndrom; autosomal-dominantes Schwerhörigkeit-Onychodystrophie-Syndrom
Die Namensbezeichnungen beziehen sich auf die Autoren der Erstbeschreibung aus dem Jahre 1962 durch den kanadischen Pädiater Geoffrey C. Robinson, den Humangenetiker James R, Miller und J. R Bensimon.
Nicht zu verwechseln ist das Robinson-Miller-Worth-Syndrom.

## Verbreitung
Die Häufigkeit wird mit unter 1 zu 1.000.000 angegeben, die Vererbung erfolgt autosomal-dominant.
Ein ähnliches Syndrom mit allerdings autosomal-rezessiver Vererbung ist das DOOR-Syndrom.

## Ursache
Der Erkrankung liegen Mutationen im ATP6V1B2-Gen auf Chromosom 8 Genort p21.3 zugrunde.

## Klinische Erscheinungen
Klinische Kriterien sind:
- angeborene Innenohrschwerhörigkeit
- unvollständige Anodontie
- erhöhte Elektrolyte im Schweiß

Hinzu können Syndaktylie der Zehen, und präaxiale Polydaktylie der Hand kommen.